# جونغجونغ الأول ملك غوريو
جونغجونغ ملك غوريو (ولد في 923 ومات في 13 أبريل 949 (13 مارس بالتقويم القمري)) هو ثالث حكام غوريو حكم من سنة 945 إلى 949. اسمه عند ولادته يو (요 | 堯)، اسم مجاملته تشوني (천의)، اسمه الكامل بعد الوفاة الملك العظيم جونغجونغ جيدوك جانغيونغ جونغسك منميونغ (정종지덕장경정숙문명대왕 | 定宗至德章敬正肅文明大王). هو ابن الملك تايجو من زوجته الملكة شنميونغ سنسونغ (신명순성왕태후 | 神明順成王太后). كان لجونغجونغ الأول ملكتين الأولى هي الملكة منغونغ (문공왕후 | 文恭王后) والثانية هي الملكة منسونغ (문성왕후 | 文成王后).

## حكمه
حاول جونغجونغ بعد صعوده للعرش أن يضعف من سلطة أقاربه مثل باك شل هي وقمع تمرد وانغ غيو، ولكنه افتقد لدعم النبلاء ولذلك عانى من عدة مشاكل بخصوص شرعيته ولم يستطع تقوية سلطة العرش.
في سنة 946 صرف جونغجونغ 70 ألف كيس من الحبوب من المخزن الملكي لدعم البوذية في البلاد. وفي سنة 947 شيد قلعة بيونغيانغ لتكون العاصمة الغربية للبلاد. كما حاول نقل العاصمة من غايغيونغ إلى هناك لكنه لم يستطع.

## أسرته
- الأب: الملك تايجو (고려 태조 | 高麗 太祖).
- الأم: الملكة شنميونغ سنسونغ (신명순성왕태후 | 神明順成王太后).
  - أخ أكبر: الأمير وانغتاي (왕태 | 王泰).
  - أخ أصغر: غوانغجونغ ملك غوريو (광종 | 高麗 光宗).
  - أخ أصغر: نائب الملك منوون جونغ (문원대왕 정).
  - أخ أصغر: جنغتونغ غكسا (증통국사).
  - الملكة: منغونغ من عشيرة باك (문공왕후 박씨 | 文恭王后 朴氏) - ابنة باك يونغ غيو (박영규 | 朴英規).
  - الملكة: منسونغ من عشيرة باك (문성왕후 박씨 | 文成王后 朴氏) - ابنة باك يونغ غيو (박영규 | 朴英規).
    - ابن: الأمير غيونغتشنوون (경춘원군 | 慶春院君) ولد في ؟ ومات في مايو من سنة 951.
    - ابنة: الاسم مفقود، تزوجت من الأمير هيوسونغ.

  - محظية: السيدة تشونغجناموون من عشيرة غم (청주남원부인 김씨 | 淸州南院夫人 金氏) - ابنة كم غنغ ريل من شلا (김긍률 | 金兢律).

## التصوير الحديث

### الدراما
- 《إمبراطورية الصباح》(قناة كي بي إس من سنة 2002 إلى 2003 الممثل: تشوي جاي سونغ.
- 《تألق أو بالجنون》(إم بي سي، 2015~2015، الممثل:ريو سيونغ سو)
- 《عشاق القمر:القلب القرمزي》(إس بي إس،2016)